# Braslav Rabar
Braslav Rabar (Zagreb, 27. rujna 1919. - Zagreb, 6. prosinca 1973.), hrvatski šahovski međunarodni majstor.
Naslov majstora osvojio na prvenstvu Banovine Hrvatske u Borovu 1940., a potvrdio na 1. prvenstvu Jugoslavije u Novom Sadu 1945. godine.
Godine 1941. bio je podijelio 8. i 9. mjesto na turniru u Trenčianskim Teplicama, a pobijedio je Jan Foltys. Rujna 1941. podijelio je 9. i 10. mjesto na turniru u Münchenu (Europaturnier, pobijedio je Gösta Stoltz). Prosinca 1941., igrao je na drugoj ploči protiv Ludovita Potučka (1,5 : 0,5) u dvoboju Hrvatska - Slovačka odigranom u Zagrebu. Rujna 1942. bio je sudionik europskog prvenstva za pojedince 1942. u Münchenu. Završio je na 12. mjestu (Europameisterschaft, 1. europsko prvenstvo u šahu za pojedince, pobijedio je Aleksandr Aljehin). Bio je reprezentativac NDH na tom turniru. Sudionik 1. šahovske Balkanijade 1946. na kojoj je pobijedila Jugoslavija, a Rabar je bio 8. ploča. Naslov inter. majstora FIDE mu priznaje 1950. U prvenstvima Jugoslavije sudjelovao 13 puta, prvak 1951. u Sarajevu. Sudjelovao na zonskom turniru u Münchenu 1954. i plasirao se na međuzonski turnir u Göteborgu. Na prvenstvu Hrvatske: 1. mjesto 1940./1. – 1946./1. – 1950./2. – 1951./2. – 1960./3. – 1961. a na domaćim turnirima: 1. mjesto Novi Sad 1951./2.-Zagreb 1954. Na međunarodnim turnirima: 1.mjesto Rogaška Slatina 1948./3. – 4. Beč 1949./2-3.Luzern 1949./1-2. Sao Paulo 1952./3. Opatija 1953. Bio je višegodišnji član repr. Jugoslavije, na IX. olimpijadi u Dubrovniku 1950. (zlatna medalja) postigao na IV. ploči izvrsnih 90% (+8,=2); na X.olimpijadi u Helsinkiju 1952. (bronca) na II. ploči 66,7% (+5,=6,-1), no na XI. olimpijadi u Amsterdamu 1954. (bronca) postiže slab rezultat na IV. ploči 37,5% (+1,=4,-3).
Po profesiji šahovski novinar (RTV Zagreb), veliki popularizator šaha, teoretičar i publicist. Napisao je djelo s područja teorije otvaranja Otvorene igre. Bavio se pedagoškim radom i napisao priručnik za rad s početnicima. Bio je neko vrijeme urednik Šahovskog glasnika. Potkraj života bavio se sustavom rangiranja koji se razlikovao od sustava prof. Elöa. Nagrađen Trofejem SFK Hrvatske i grada Zagreba.
Rabar je bio i urednik Šahovskog glasnika. Za potrebe Šahovskog informatora 1966. je stvorio klasifikaciju šahovskih otvaranja koja je i danas temelj šahovskog informacijskog sustava te ju je 1971. objavio u brošuri Klasifikacija šahovskih otvaranja. Razvrstao je otvaranja u 3 skupine: D, E i R. Nakon 1980. nomenklatura je proširena na 5 slova (A, B, C, D, E). Također je bio i jedan od urednika Enciklopedije šahovskih otvaranja.
Pojedinačni prvak Hrvatske 1946. i 1947. godine.
Član jugoslavenske reprezentacije u kojoj su bili isključivo hrvatski rješavači matnih zadaća iz Zagreba, i koja je osvojila svjetsko prvenstvo nacionalnih momčadi 1947. godine. Sastav je bio: Nenad Petrović, Ante Labura, Branko Pavlović, Braslav Rabar, Marijan Dumić, Božidar Sakač, Zlatko Smrkić, Zvonimir Juginović, Đorđe Lasković, Zlatko Modor.

## Zanimljivosti
1941. na turniru u Münchenu odigrao je partiju protiv Aljehina. Veći dio partije bio je potpuno izjednačen i vodio je ka remiju, ali je Rabar u 31. potezu pogriješio i omogućio pobjedu Aljehinu. U zapisu poteza interpunkcijske znakove stavio je Aljehin osobno, očigledno iznenađen Rabarovom igrom.

Zapis partije:

1.e4 e6 2.d4 d5 3.Sd2 c5 4.Sgf3 Sc6 5.Lb5 a6 6.ed5 ab5 7.dc6 bc6 8.dc5 Lc5: 9.De2 Sf6 10. 0-0 0-0 11.Sb3 Le7 12.Td1 Db6 13.Se5 c5 14.c4! La6 15.Lg5 Tfd8 16.Sd2 h6 17.Lh4 Db7 18.b3 b4 19.De3 Dc7 20.Lg3 Db6 21.Se4 Lb7 22.Sf6:+ Lf6: 23.De2 Td1:+ 24.Td1: Td8 25.f3! Lc8 26.Td8:+ Dd8: 27.Dd3! Da5
28.Dd2 Lg5 29.Lf4 Lf4: 30.Df4: f6 31.Sc6 Da6? (e5!) 32.Dc7 Lb7 33.Sa5!! La8 34.Dc5:  predaja crnog.